# Mazinghien
Mazinghien é uma comuna francesa na região administrativa de Altos da França, no departamento do Norte. Estende-se por uma área de 9.01 km². Em 2010 a comuna tinha 309 habitantes (densidade: 34,3 hab./km²).